# Katastrofa lotu Azerbaijan Airlines 217

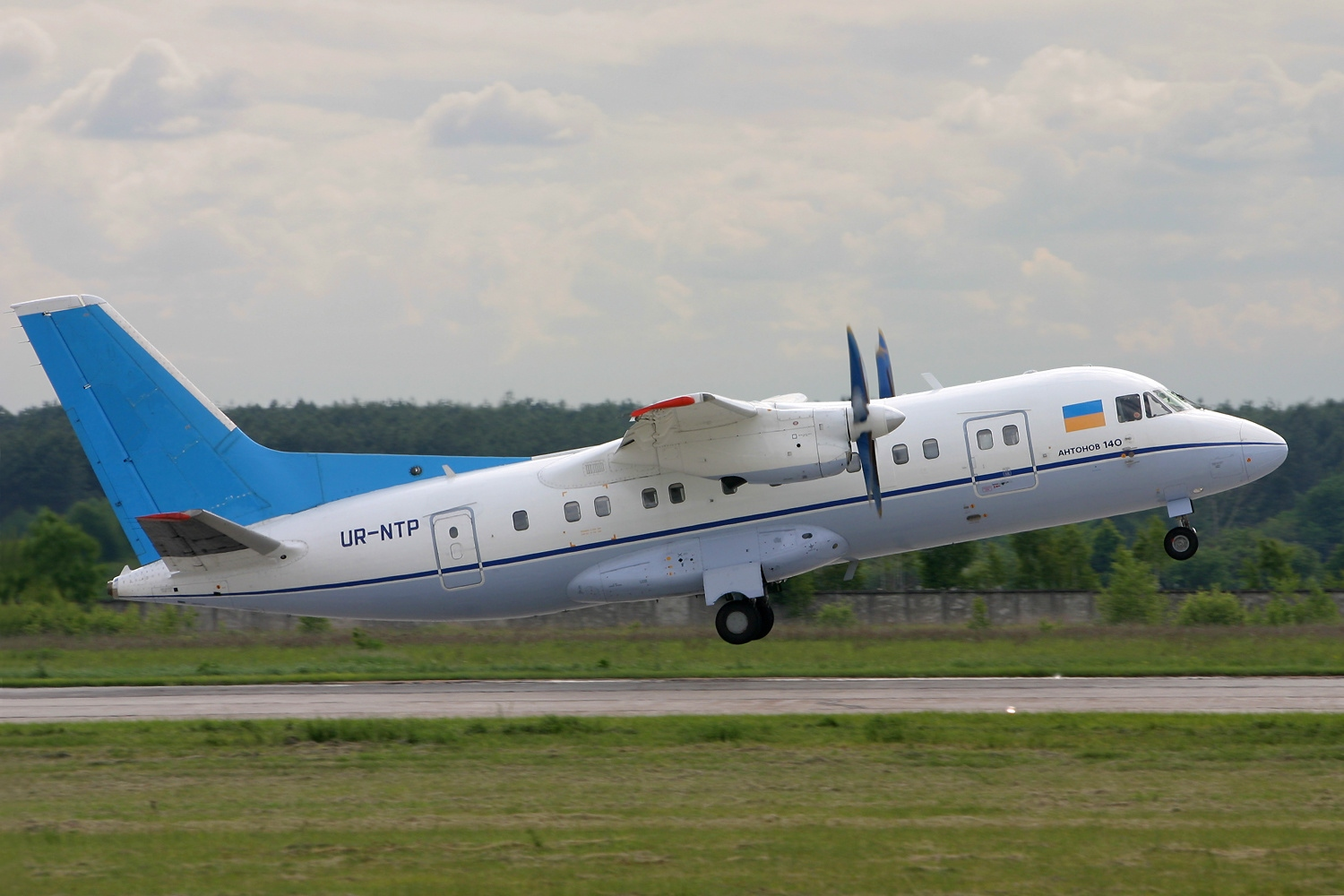
Antonow An-140, model który uległ wypadkowi

Katastrofa lotu Azerbaijan Airlines 217 – wydarzyła się 23 grudnia 2005 roku na Morzu Kaspijskim u wybrzeży Azerbejdżanu, nieopodal miasta Nardaran. Samolot Antonow An-140, należący do linii Azerbaijan Airlines i lecący ze stolicy Azerbejdżanu – Baku do Aktau w Kazachstanie, rozbił się kilka minut po starcie. W wyniku katastrofy śmierć poniosły 23 osoby (18 pasażerów i 5 członków załogi) – wszyscy znajdujący się na pokładzie.
23 grudnia 2005 roku, tuż przed godziną 22:40, Antonow wystartował z lotniska w Baku w lot do miasta Aktau, położonego na zachodzie Kazachstanu. Zaledwie 5 minut po starcie, kapitan samolotu zgłosił awarię systemu. W wyniku awarii, piloci mieli trudności z określeniem obecnej pozycji samolotu. Utrudniała im to również noc, przez którą nie mogli się doszukać punktów odniesienia. Kapitan zameldował kontrolerowi lotów, że zaczął zawracać samolot w kierunku lotniska w Baku i przygotowywać się do awaryjnego lądowania. Kilkanaście sekund później Antonow spadł do Morza Kaspijskiego. Spośród 23 osób przebywających na pokładzie, nikt nie przeżył katastrofy.
Bezpośrednio po katastrofie linie lotnicze Azerbaijan Airlines uziemiły pozostałe swoje maszyny Antonow An-140 do czasu wyjaśnienia przyczyny tragedii.
Według oficjalnych ustaleń przyczyną katastrofy była awaria samolotu.

## Narodowości ofiar katastrofy
| Kraj            | Pasażerowie | Załoga | Razem |
| --------------- | ----------- | ------ | ----- |
| Azerbejdżan     | 10          | 5      | 15    |
| Kazachstan      | 4           | –      | 4     |
| Australia       | 1           | –      | 1     |
| Gruzja          | 1           | –      | 1     |
| Turcja          | 1           | –      | 1     |
| Wielka Brytania | 1           | –      | 1     |
| Razem           | 18          | 5      | 23    |

- Źródło:[3].